# Убийство по контракту
«Убийство по контракту» (англ. Murder by Contract) — фильм нуар режиссёра Ирвинга Лернера, вышедший на экраны в 1958 году.
Фильм рассказывает о хладнокровном и расчётливом наёмном убийце (Винс Эдвардс), получившем заказ на устранение свидетельницы, которая готовится дать разоблачительные показания в суде против одного из крупных мафиози.
Фильм относится к многочисленной категории криминальных драм, в центре внимания которых находится личность наёмного убийцы. В эту категорию входят, в частности, такие фильмы, как «Оружие для найма» (1942), «Насаждающий закон» (1951), «Самурай» (1967), «Механик» (1972), «День шакала» (1972), «Леон» (1994), «Шакал» (1997), «Старикам тут не место» (2007) и «Джон Уик» (2014). Минималистский художественный язык картины созвучен фильмам французского режиссёра Робера Брессона и Жана-Пьера Мельвиля 1950-60-х годов, а также оказал влияние на криминальные картины Мартина Скорсезе 1960-70-х годов.

### Сюжет
В Нью-Йорке в своей скромной квартире молодой, красивый и аккуратный мужчина по имени Клод (Винс Эдвардс) тщательно приводит себя в порядок, надевает костюм и направляется на собеседование. Он приходит к некому мистеру Муну (Майкл Грэйнджер), заявляя, что он от Бринкса и у него назначена встреча. Во время разговора Клод сообщает, что хочет стать наёмным убийцей. По его мнению, только таким образом он сможет осуществить свою мечту — купить дом своей мечты. Оставаясь на своей нынешней работе, он сможет накопить на покупку дома только через 23 года, а так долго ждать он не может. Мун сообщает: «На этой работе можно совершить только одну ошибку», после чего прощается с Клодом, перед уходом взяв у него номер телефона. Мун предупреждает Клода, чтобы тот не выходил из комнаты, так как позвонит он только один раз и больше перезванивать не будет. После ухода Клода Мун звонит своему шефу Бринксу, докладывая, что парень слишком умён, и возможно, его можно будет использовать, если он выдержит испытание — просидит дома в течение 2 недель в ожидании звонка.
Клод ждёт в своей квартире, не выходя на улицу. Он тщательно соблюдает режим дня, просыпается и ложится спать по будильнику, много читает и постоянно занимается физкультурой. Наконец, раздаётся звонок, и Клод обещает приехать через 10 минут. Приехав к Муну, Клод рассказывает, что ожидал звонка, снимая напряжение физическими упражнениями. Он говорит, что ни пистолета, ни ножа у него нет. Мун даёт Клоду деньги — гонорар за первый заказ — и обещает в ближайшее время позвонить и дать имя и адрес объекта.
В парикмахерской трое служащих связаны и заперты в подсобном помещении. Приходит клиент, под видом парикмахера появляется Клод, он затачивает бритву и перерезает клиенту горло. Дома Клод записывает на листе, где указана цена дома — 28 тысяч долларов, что его банковский счёт пополнился на 500 долларов. Некоторое время спустя ночью под видом врача Клод проникает в больничную палату и отключает аппарат жизнеобеспечения у одного из больных, после чего помечает в блокноте пополнение счёта ещё на 500 долларов. Затем по приказу Бринкса Клод приходит к Муну и убивает его ножом.
Завоевав авторитет как киллер, Клод получает от Бринкса более значимое задание. Он направляется в Лос-Анджелес, где его ожидают двое беспокойных подручных Бринкса — неприветливый Марк (Филип Пайн) и восторженный Джордж (Хершел Бернарди). Обсуждая его заказ, они говорят, что гонорар — 5000 долларов — очень большой, однако даже за такие деньги они не взялись бы за эту работу.
После встречи Клода они втроём выезжают в город. Хотя Марк и Джордж спешат с выполнением заказа, Клод предлагает проехаться по городу и посмотреть достопримечательности. На следующий день Клод направляется купаться на пляж, ещё через день — отправляется на морскую рыбалку, говоря, что это позволит ему лучше подготовить план действий. Марк и Джордж пребывают во всё в большем волнении, так как Клод за несколько проведённых дней даже не поинтересовался тем, кого он должен устранить. На недоумённые вопросы Марка и Джорджа Клод объясняет свою позицию. «Убивать не просто», — говорит он. Есть разные типы убийств — есть убийства, когда знакомые убивают друг друга из страсти, есть случайные убийства, которые происходят, например, во время ограблений. Он же занимается единственным идеальным способом убийств, когда незнакомый убивает незнакомого. У него нет никаких мотивов, нет никакой связи с жертвой. И совершает он это убийство только потому, что кто-то готов за это заплатить. То есть это чистый бизнес, как и любой другой. Этот бизнес рискованный, но он хорошо оплачивается. Далее он говорит, что не родился киллером, а специально готовился, чтобы стать им, тренировался, чтобы исключить какое-либо личное отношение к убийству и к жертве. Хотя прошло уже 10 дней, Клод так и не поинтересовался объектом, который должен устранить.
Клод со своими сопровождающими в очередной раз едет по городу, отказываясь даже посмотреть на дом жертвы. Они приезжают на поле для гольфа, где Клод отрабатывает удар в то время, как Марк и Клод в нетерпении ожидают от него действий. Вернувшись вечером домой, Клод собирается отлучиться в город на два часа, говоря, что идёт в кино. Марк и Джордж идут вместе с ним, однако во время сеанса Клоду удаётся от них сбежать. Вернувшись домой несколько часов спустя, Клод говорит Марку и Джорджу, что следил за ними, выясняя, нет ли за ними хвоста. Когда Марк напоминает, что на выполнение заказа осталось 4 дня, Клод говорит, что завтра посмотрит объект.
Утром они заезжают на один из городских холмов и сверху наблюдают за богатым домом. Марк и Джордж говорят, что там находится объект — Билли Уильямс (Кэприс Ториел). Рассматривая дом и близлежащую территорию в бинокль, Клод видит, что дом со всех сторон охраняется вооружёнными копами. Во время наблюдения Клод рассказывает, что никогда не был в тюрьме и даже не имеет ни одного привода в полицию. Он всю жизнь был добропорядочным гражданином — учился, окончил школу, получил техническое образование и работал по специальности. Затем он смотрит в одно из окон, с удивлением выясняя для себя, что Билли Уильямс — это женщина. Клод собирается идти звонить Бринксу в Нью-Йорк. На вопрос своих сопровождающих он отвечает, что не любит женщин, они непредсказуемы и независимы. И потому он не отказывается от заказа, а собирается увеличить сумму гонорара.
На следующий день под видом страхового агента Клод наносит визит бывшей служанке Билли по имени мисс Уайли (Фрэнсес Осборн), уволенной два дня назад. Под предлогом, что собирает информацию о Билли Уильямс в связи с тем, что она решила застраховать свою жизнь на 100 тысяч долларов, Клод выведывает у мисс Уайли распорядок дня её бывшей хозяйки. По словам мисс Уайли, Билли когда-то работала в шоу-бизнесе. Сейчас она чего-то боится, уволила её два дня назад, так как больше ей не доверяет. И последние дни она не выходит из дома и ничего не делает — только смотрит телевизор, читает газеты и иногда играет на фортепиано. И даже обед ей доставляют полицейские прямо в дом.
Вечером, когда Билли играет на фортепиано, Клод на холме подключает электропровод, ведущий в дом, к системе высоковольтных проводов. На следующее утро, когда после завтрака Билли включает телевизор, по проводам проходит мощный электрический импульс, вызывающий взрыв телевизора. Раздаётся женский крик, и Клод уезжает.
Дома Марк и Джордж обсуждают действия Клода, говоря, что он разработал отличную идею — устроить взрыв телевизора во время включения. К сожалению, идея не сработала, так как Билли воспользовалась пультом управления и потому не пострадала. Марк настойчиво напоминает Клоду, что у него осталось 48 часов на выполнение заказа и вновь настойчиво предлагает Клоду воспользоваться огнестрельным оружием, однако тот отвечает: «Я не прибегаю к нелегальным действиям, я законопослушный гражданин и никогда не нарушаю законы». Клод говорит, что видел, как охрана дома сегодня была увеличена вдвое, а то и втрое, и ситуация стала намного тяжелее. Затем Клод едет вместе со своими подручными в магазин игрушек, где покупает лук и стрелы. Вернувшись домой, он обучает Джорджа стрелять из лука в цель. Клод размышляет о парадоксальности подхода к убийствам, когда военных обязывают убивать и убивают за отказ убивать, а в обычной жизни наоборот человека убивают, если он совершает убийство. Затем он поручает Марку купить винтовку с оптическим прицелом.
Билли надоело постоянное пребывание дома в окружении копов-мужчин, но и сесть на несколько дней в тюрьму ради собственной безопасности она тоже отказывается, так как хочет жить нормальной жизнью, хорошо питаться и иметь хороший сервис. Полиция обещает прислать Билли женщину, которая будет её охранять.
Клод с винтовкой занимает позицию на холме и наблюдает за домом в прицел. Он говорит Марку, что женщины любопытны и, проснувшись, обязательно выбегут на улицу посмотреть, что случилось. Расположившийся поодаль Джордж берёт лук и стрелы. В этот момент на дежурство в доме Билли заступает женщина-полицейский. Джордж поджигает стрелы и пускает в кустарник вокруг дома Билли, который мгновенно вспыхивает ярким пламенем. Увидев это, женщина-полицейский немедленно выскакивает на улицу, и Клод, решив, что это Билли, убивает её из винтовки.
Собравшись втроём в баре, Клод и его помощники ожидают официального сообщения о смерти Билли, так как они видели только, как выносили тело, накрытое простынёй. Наконец, поступает информация, что была убита известная джазовая пианистка и бывшая подружка крупного мафиози, которая завтра собиралась дать против него показания в суде. Услышав сообщение, Клод просит купить ему билет на поезд до Нью-Йорка, который отбывает через пять часов.
Перед отъездом домой Клод собирается поужинать в гостиничном ресторане, заказывая себе девушку из эскорт-службы по имени Мэри (Кэти Браун). Во время беседы в номере девушка неожиданно рассказывает Полу, что Билли жива, просто пребывает в шоковом состоянии после убийства. А убитой на самом деле оказалась женщина-полицейский, которая вышла на улицу в халатике Билли. Полиция умышленно дала информацию о том, что Билли убита, чтобы прекратить покушения на её жизнь. Подпоив Мэри, Клод спрашивает, откуда она получила такую информацию. Она отвечает, что сведения точные, так как ей рассказал об этом дядя её матери, занимающий высокий пост в офисе окружного прокурора.
Утром Клод собирает вещи и сообщает Марку и Джорджу, что уезжает домой. Он совершил уже две попытки убийства, и теперь считает, что контракт проклят, и его нельзя выполнить. Они отвечают, что если заказ не будет выполнен, убьют их всех. Джордж чуть было не проговаривается, что если Клод не выполнит контракт, они будут вынуждены ликвидировать его. Марк и Джордж вызываются отвезти Клода на вокзал, но привозят на территорию заброшенной киностудии. Там они сообщают Клоду, что шеф поручил избавиться от него, если он не передумает и не закончит дело. Но Клод отказывается. Угрожая пистолетом, они ведут Клода по внутреннему двору студии, где Клод имитирует приступ, падает на землю, а затем выхватывает у Марка пистолет. Он забивает Марка до смерти, затем берёт кусок металлической трубы и отправляется вслед за сбежавшим Джорджем. Вскоре слышится мужской крик.
Затем Клод звонит Бринксу, говоря, что поскольку объектом является женщина, он требует удвоить его гонорар, одновременно сообщая, что парни мертвы. Проверив поступление денег, Клод направляется в городской архив, где под видом ландшафтного дизайнера покупает план участка, на котором стоит дом Билли. Он обнаруживает, что под участком проходит дренажная труба коммунального назначения, по которой можно незаметно добраться практически до самого дома.
С наступлением темноты Клод находит на холме вход в трубу и пробирается по ней до дома. Вышибив решётку, он выбирается около дома, после чего через служебное окно проникает в подвал дома. Подобравшись к жилым помещениям, он бьёт охранника по голове, лишая его сознания. Клод проходит в гостиную, представляясь Билли новым охранником. Она садится играть на рояле. Клод подходит к ней сзади и спрашивает, зачем она хочет дать показания против Бринкса. Она отвечает, что если его устранят, она будет в безопасности. Билли продолжает играть. Клод снимает галстук и собирается её задушить, однако почему-то медлит и не может это сделать. К дому подъезжает полицейская машина. Билли предлагает Клоду немедленно бежать, обещая, что в этом случае не закричит. Клод убегает, стреляя в приходящего в сознание охранника. Полицейские врываются в дом и преследуют Клода. Клод снова забирается в трубу, полицейские открывают по нему огонь с двух сторон трубы, убивая его. Билли подбирает галстук Клода и видит, как из трубы выскальзывает его окровавленная рука.

## В ролях
- Винс Эдвардс — Клод, серийный убийца
- Филлип Пайн — Марк, подручный Бринкса
- Хершел Бернарди — Джордж, подручный Бринкса
- Кэприс Ториел — Билли Уильямс, объект
- Майкл Грэйнджер — мистер Мун, подручный Бринкса
- Кэти Браун — Мэри, секретарша и эскорт

## Режиссёр фильма и исполнитель главной роли
Среди наиболее известных работ Ирвинга Лернера в качестве режиссёра — нуаровые криминальные триллеры «Предел ярости» (1958) и «Город страха» (1959), а также приключенческая драма «Королевская охота за солнцем» (1969). В 1961-66 годах Лернер поставил 13 серий медицинского телесериала «Бен Кейси», главную роль идеалистического врача в котором исполнил Винс Эдвардс. Как монтажёр Лернер работал над такими фильмами, как «Спартак» (1960) Стенли Кубрика и «Нью-Йорк, Нью-Йорк» (1977) Мартина Скорсезе.
Свои лучшие роли в полнометражном кино Винс Эдвардс сыграл в двух нуарах Лернера — «Убийство по контракту» (1958) и «Город страха» (1959). Кроме того, в середине 1950-х годов он сыграл менее значимые роли в серии других нуаров, самые значимые среди которых — «Полицейский-мошенник» (1954) и «Убийство» (1956), а также в военных драмах «Победители» (1963) и «Дьявольская бригада» (1968). Но, вероятно, более всего Эдвардс остался известен как исполнитель доктора Бена Кейси в одноимённом телесериале, в котором в период 1961-66 годах он сыграл в 153 сериях.

## Оценка фильма критикой

### Общая оценка фильма
Фильм получил достаточно высокую оценку критики, хотя непосредственно после выхода на экраны на него не обратили особого внимания. Журнал «Variety», назвал картину «достаточно интересной историей платного убийцы», отметив её «нарастающий саспенс после довольно бессистемного начала».
Со временем фильм стал получать очень высокие оценки критики, обратившей внимание на новаторскую минималистскую стилистику и необычно холодную тональность картины, часто сравнивая его с французскими криминальными мелодрамами 1960-70-х годов. Джэй Карр отметил, что это «быстрый фильм, снятый за восемь дней на микроскопическом бюджете», который выступает как «мощное напоминание о том, как из меньшего можно сделать большее», указывая далее, что этот «чистый, компактный и эффективный, плотный, напряжённый и убедительно воздействующий фильм вырывается за пределы своего происхождения на бедной киностудии». Брюс Эдер назвал его «необычным триллером, иногда почти весёлым, несмотря на моменты насилия». Выделив «живую и чёткую операторскую работу Люсьена Балларда», Эдер тем не менее посчитал, что фильм «в первую очередь стал демонстрацией талантов Винса Эдвардса, которому удаётся главенствовать в каждой сцене, в которой он занят — с текстом или без — в роли чётко формулирующего свои мысли, невозмутимо преданного работе, пунктуального наёмного убийцы».
Журнал «TimeOut» назвал картину «потрясающим, строгим фильмом категории В», напоминающим чем-то Жана-Пьера Мельвиля: он холодный, тихий и бесстрастный". Деннис Шварц полагает, что «этот, проигнорированный в своё время, низкобюджетный чёрно-белый нуар 1950-х годов является выдающимся, абсолютно великолепным триллером». Шварц считает, что «он сильно напоминает великий экзистенциалистский психологический фильм нуар Жана-Пьера Мельвиля „Самурай“ (1967), суть которого заключается не столько в истории как таковой, как в демонстрации обходительности и расчетливой бесстрастности главного героя… Не бывает нуаровых фильмов лучше, чем этот».
По словам Фернандо Кроче, фильм демонстрирует «простое и ясное, компактное низкобюджетное мастерство», а его «притягательная необычность соответствует уровню его претензий». Далее он замечает, что "леденящий блеск Эдвардса наполнен финансовым фатализмом, делая его ближе самовлюблённым одиночкам Пола Шредера, чем духовной невозмутимости персонажей Жана-Пьера Мельвиля. Джеффри Андерсон подчёркивает, что «этот фильм категории В избирает поразительно сдержанный, обстоятельный подход к показу работы наёмного убийцы». Он также отмечает, что «этот изумительный фильм с годами заслуженно стал культовым».

### Отношение к фильму Мартина Скорсезе
Многие критики полагают, что возрождение интереса к фильму в последние годы связано с той высокой оценкой, которую ему неоднократно давал известный режиссёр Мартин Скорсезе. Джэй Карр указывает, что "из небольшого числа работ Лернера, фильм, который оказал наибольшее влияние на Скорсезе и который он часто упоминал — это «Убийство по контракту».
Майкл Андерсон отмечает, что «Скорсезе не раз говорил о влиянии фильма на его карьеру (он впервые увидел его как вторую картину на сдвоенном сеансе вместе с „Путешествием“ (1959) Анатоля Литвака)». Джэй Карр пишет: «Мы можем понять, почему молодой Скорсезе был настолько им захвачен по сравнению с основным фильмом на двойном сеансе». Трэвис Бикл в его «Таксисте» (1976) во многом обязан строгому и сдержанному стилю Винса Эдвардса. Шварц добавляет, что, по словам Скорсезе, «фильм оказал на него самое большое влияние при работе над фильмом „Злые улицы“ (1973)».
Кроме того, «Скорсезе говорил, что вспоминал волнующую музыку Боткина, исполненную им на одной электрогитаре, которая навевала воспоминания как об итальянском попе 1950-х годов, так и музыке Антона Караса для цитры из фильма „Третий человек“ (1949). Говард Шор написал сходную гитарную музыку для оскароносного фильма Скорсезе „Отступники“ (2006)».
Карр напоминает, что «Мартин Скорсезе посвятил свой фильм „Нью-Йорк, Нью-Йорк“ (1977) памяти Ирвинга Лернера», который умер в 1976 году. Хотя, по мнению Карра, «этот мрачный, фаталистический мюзикл Скорсезе имел мало общего с нуарами Лернера, если не считать духовный мрак».

### Характеристика и особенности фильма
Однозначно относя картину к жанру фильм нуар, критики тем не менее обращают на некоторые его особенности, выводящие его за традиционные рамки жанра.
В частности, Джэй Карр сравнивает Клода в исполнении Винса Эдвардса, который «продвигается шаг за шагом к отходу от дел и жизни в коттедже», с персонажем Стерлинга Хэйдена в нуаре Джона Хьюстона «Асфальтовые джунгли» (1950). Однако трудно представить себе «более разные по своим исходным предпосылкам и даже по кинематографическому языку фильмы», чем «классический нуар Хьюстона и плотный маленький этюд Лернера». «В то время, как „Асфальтовые джунгли“ с их ночным миром теней и блестящих от дождя улиц, был погружён в лексикон нуара, „Убийство по контракту“ поставил визуальный язык нуара с ног на голову, вытащив его на солнечный свет».
Карр обращает также внимание на «документальный стиль картины, который проложил себе путь в мейнстримовском американском кино во время и после войны, и был особенно ярко выражен к концу 1950-х годов». Шварц подчёркивает, что в фильме «нет никаких надуманных ухищрений, всё выглядит естественно».
По словам Брюса Эдера, в фильме присутствует «весёлая, лишённая морализаторства, сторона, которая отличает его от набора киноэмоций, доминирующих в большинстве фильмов нуар. Намеренно комические диалоги между тремя бандитами, когда они пытаются понять методы работы друг друга, а также неизменная гитарная музыка Перри Боткина, всё это, кажется, противоречит тому, чего публика ожидает от фильма такого плана; и в паре с относительно сложным психологизмом персонажей, это делает его доставляющим неожиданное удовольствие, беспокойным и увлекательным фильмом, который образует свой собственный класс в американском криминальном кино».

### Оценка работы режиссёра и творческой группы
Критики высоко оценили режиссёрскую работу Ирвинга Лернера, операторскую работу Люсьена Балларда и музыку Перри Боткина.
Так, журнал «Variety» охарактеризовал постановку Лернера как «живую и бодрую, в которой он убедительно убивает своих персонажей, некоторые из которых превосходны». Журнал также выделяет «выдающуюся музыку Перри Боткина, который использует только гитару, на которой он играет идеально, поддерживая прекрасную атмосферу фильма». «TimeOut» считает, что «Лернер и его великолепный оператор Люсьен Баллард выжимают максимум из своего ограниченного бюджета, создавая напряжённый, строгий, не морализирующий фильм; он не выглядит ограниченным, а смотрится сдержанным. И кроме того, значительно опережает своё время».
Шварц полагает, «что ни режиссёр, ни сценарист никогда не сделали ничего даже близкого по качеству тому, чего достиг этот фильм категории В, а роль Винса Эдвардса в этом фильме заслуженно взметнула его карьеру на звёздный уровень». Он также отмечает: «Это идеально нюансированный фильм с атмосферической нуаровой операторской работой Люсьена Балларда, плюс блестящее адекватное гитарное сопровождение на заднем плане».
Джеффри Андерсон пишет, что «Лернер, который поставил сравнительно немного фильмов, придаёт „Убийству по контракту“ суровый, чёткий вид, в котором всё также просчитано, как и у его героя. Нетипичная гитарная музыка Перри Боткина помогает ходу картины». Джэй Карр отмечает, что «великий Люсьен Баллард знал, как снимать экономно, и он знал язык нескольких жанров, включая нуар. Впечатляет то, что он использовал настолько много естественного света для решения задачи, поставленной перед фильмом», а Кроче добавляет, что «камера Лернера фиксирует моральную пустоту Эдвардса со спокойствием снайпера».

### Оценка актёрской работы
Критики высоко оценили игру Винса Эдвардса, на которой фактически держится весь фильм, но также положительно была оценена игра и Филлипа Пайна и Хершела Бернарди, исполнивших роли его напарников.
«Variety» отмечает, что «Эдвардс сильно играет убийцу и несёт тихую угрозу, обеспечивая зрительское внимание». По мнению Эдера, «игра Эдвардса неожиданно хороша, учитывая, что он относительный новичок». Он отмечает, что «Эдвардсу удаётся держать свою линию на фоне пары ветеранов, Хершела Бернарди и Филлипа Пайна, и внести некоторые неожиданные элементы гуманизма в свой по-настоящему страшный персонаж».
«Variety» полагает, что «Филлип Пайн и Хершел Бернарди внушают убедительность в качестве пособников убийцы, паникующих по причине легкомысленности, с которой Эдвардс берётся за выполнение заказа». По словам Джэя Карра, «они, как комическое облегчение, шекспировские клоуны, демонстрируют недоумённое ворчание по поводу его непостижимых действий».